# Jocelyn Toynbee
Jocelyn Mary Catherine Toynbee (Paddington, 3 de março de 1897 – Oxford, 31 de dezembro de 1985) foi uma arqueóloga e historiadora de arte inglesa. Em meados do século XX, ela era a principal acadêmica britânica em estudos artísticos romanos e uma das autoridades reconhecidas nesta área no mundo." Tendo dado aulas no St Hugh's College, Oxford, na Universidade de Reading, e no Newnham College, em Cambridge, ela foi Cátedra Laurence de Arqueologia Clássica na Universidade de Cambridge de 1951 a 1962.

## Biografia
Jocelyn Toynbee era filha de Harry Valpy Toynbee, secretário da Charity Organization Society, e sua esposa Sarah Edith Marshall (1859–1939). Seu irmão Arnold J. Toynbee foi o notável historiador universal.
Toynbee foi alfabetizada na Winchester High School for Girls e (como sua mãe) no Newnham College, Cambridge (1916–1920), onde ela alcançou o primeiro lugar no Classical Tripos. Toynbee completou sua tese de doutorado na Universidade de Oxford sobre o tema da escultura Adriana.
Ela foi tutora de clássicos no St Hugh's College, Oxford (1921–1924), professora de clássicos na Universidade de Reading (1924–1927), e de 1927 Fellow, conferencista e diretora de estudos em clássicos no Newnham College, Cambridge (1927–1951), onde seus alunos incluíram Lilian Hamilton Jeffery. Em 1931, ela foi nomeada professora de clássicos em Cambridge antes de se tornar a quarta Cátedra Laurence de Arqueologia Clássica (1951–1962). Toynbee manteve fortes ligações com a Escola Britânica de Roma durante sua carreira e atuou como presidente da faculdade de 1954 a 1959.
Em 1962, Toynbee organizou uma grande exposição no Museu Guildhall sobre o tema da Arte Romana na Grã-Bretanha, resultando em uma publicação importante. Ela era casada. Uma lista completa de seus trabalhos foi publicada nos documentos da Escola Britânica em Roma.

## Honrarias
Toynbee foi eleita membro da Sociedade de Antiquários (FSA) em 1943. Ela foi premiada com a medalha da Royal Numismatic Society em 1948. Em 1952, ela foi eleita membro da Academia Britânica (FBA). Em 1956, ela foi premiada com a Medalha Huntington da American Numismatic Society. Ela foi eleita Membro Honorária Estrangeira da Academia Americana de Artes e Ciências em 1973. Em 1977, um volume editado de 20 artigos foi publicado em homenagem a Toynbee, no qual Martin Robertson afirma que “Ninguém fez mais do que ela – ninguém talvez tanto – para estabelecer e tornar clara a profunda unidade da cultura greco-romana. tradição artística”. Um outro volume coletado de papéis em memória de Toynbee foi publicado em 1988.

## Obras publicadas
- The Hadrianic school: a chapter in the history of Greek art, 1934 (em inglês)
- Roman Medallions, 1944 (em inglês)
- Some Notes on Artists in the Roman World, Brussels, 1951 (em inglês)
- Christianity in Roman Britain, 1953 (em inglês)
- The Ara Pacis Reconsidered, Proc. Brit. Acad. ,1953 (em inglês)
- (with J.B. Ward-Perkins) The Shrine of St Peter and the Vatican Excavations, 1956 (em inglês)
- The Flavian Reliefs from the Palazzo delle Cancellaria in Rome, 1957 (em inglês)
- Art in Roman Britain, 1962 (em inglês)
- Art in Britain under the Romans, 1964 (em inglês)
- The Art of the Romans, 1965 (em inglês)
- Death and Burial in the Roman World, 1971 (em inglês)
- Animals in Roman Life and Art, 1973 (em inglês)
- Roman Historical Portraits, 1978 (em inglês)
- The Roman Art Treasures from The Temple of Mithras 1986 (em inglês)